# 島根丸護航航空母艦
島根丸（しまねまる）是一艘於第二次世界大戰期間，由日本的川崎造船所建造的油輪。本艦以1TL型戰時標準船為基礎設計，搭載飛行甲板，具備MAC艦兼用功能，被分類為特1TL型。本艦為該型艦的首艦。屬於商船改裝航空母艦，亦常被視為一艘護衛航空母艦（CVE）。
1945年（昭和20年）2月下旬竣工，但由於戰局日益緊張，已無機會作為航空母艦投入實戰。3月19日，因應九州沖航空戰，於神戶遭第58任務部隊所屬艦載機之空襲攻擊，受損輕微。其後轉移至香川縣志度灣疏散並進行秘匿處置。7月24日，遭由光榮級航空母艦為主力所組成的英國太平洋艦隊空母機動部隊（第37任務部隊）所派遣之艦載機空襲，導致嚴重損壞並沉沒於原地。

## 艦歷

### 服役前
大日本帝國陸軍將登陸艦「秋津丸」改裝為正規的航空母艦時，日本陸軍與大日本帝國海軍召開聯絡協議會，決定依據船舶情勢建立合作體制。作為用於護航船團的特設航空母艦之改裝用船舶，日本海軍獲分配第一批戰時標準設計船（1萬噸級油輪）數艘，而日本陸軍則獲分配第二批戰時標準設計船2艘。日本海軍的1號艦為「しまね丸」，2號艦為「大瀧山丸」；日本陸軍的1號艦為「山汐丸」，2號艦為「千種丸」。
本艦由產業設備營團下訂建造，作為1TL型第10號艦，於1944年（昭和19年）6月20日在川崎重工業艦船工廠動工。不久即更改設計為特1TL型。艦體基本上保持油輪構造，其上加裝箱型格納庫與飛行甲板。升降機尺寸為15公尺×15公尺，以便運用艦上戰鬥機。
搭載機種為九三式中間練習機（通稱「赤蜻蜓」）。另有觀點認為，若戰況轉佳，則計劃搭載新銳艦載機如烈風與流星艦上攻擊機，並預設使用火箭助飛。
由於機關部設於艦體後部，煙囪亦設於右舷後方，突出於舷側。如同大日本帝國海軍多數輕型航空母艦，飛行甲板與艦體之間設置艦橋。艦體兩側突出部分（側架）裝設防空武裝，並採用可折疊式桅杆，使飛行甲板成為無障礙的「全通式飛行甲板」。前部桅杆裝備13號電探。
同年12月17日或12月19日下水，1945年（昭和20年）2月18日竣工，或於2月28日達到近乎完工狀態後停止施工。本艦並不隸屬日本海軍，而是由石原汽船擁有。竣工後亦未被特設艦船形式徵用，而是作為兼顧民間運輸與軍需運輸的「海軍配當船」運用。由於艦體保留油輪構造，因此亦可在裝載重油後作為油槽船使用。

### 1945年3月的空襲
本艦曾為進行公試運轉而自主航行，當時的情形被美軍自空中拍攝下來。本艦竣工（或停工）不久後，南號作戰即宣告中止，戰局已進入末期。
1945年3月17日的神戶大空襲（第一次）之後，3月18日與19日，美國海軍航母機動部隊（第58任務部隊）的艦載機對日本本土多地發動空襲。其中亦有針對西日本的攻擊，於3月19日派出艦載機襲擊該地區。
拉爾夫·E·戴維森少將所指揮的第58.2任務群（包含正規航空母艦富蘭克林、漢考克，輕型航空母艦巴丹、聖哈辛托，以及戰艦北卡羅萊納、華盛頓等）獲命襲擊神戶與大阪方向，其中部分攻擊隊朝神戶發動攻擊。
第58任務部隊的報告指出，在神戶港對一艘航空母艦（CV）、一艘護航航空母艦（CVE）等目標造成損傷。
自「漢考克」號起飛的攻擊隊中，VBF-6（Bombing Fighter Squadron 6）的F4U「海盜式」戰鬥機（搭載500磅炸彈與火箭彈）對神戶港內的「護航航空母艦」造成命中與近炸（另有命中正規航艦之記錄）。當時停泊在瀨戶內海的航艦或類似艦艇包括：於川崎造船所建造中的姊妹艦「大瀧山丸」、停泊在神戶港的雲龍級航空母艦「生駒」、於日立造船因島工場建造中的陸軍特殊船（搭載飛行甲板的登陸艦）「熊野丸」。其中「熊野丸」遭F6F與F4U空襲，受到近炸損傷。同樣參與攻擊關西地區的輕航母「聖哈辛托」記錄道：「對神戶港建造中的航空母艦、護航航空母艦等造成命中」，該艦亦拍攝到被攻擊後起火的航母。美軍輕型航母「巴丹」的攻擊隊報告：「神戶港攻擊一艘護航航艦、一艘改裝中的航艦，另對鐵路與工廠施以攻擊」。「島根丸」艦艏升降機右側中彈，船體亦受損並導致燃料外洩。
日方記錄顯示，該艦當時係繫留於神戶港內南側的18號浮標，遭炸彈擊中受損（船員6人陣亡），原預定的兵員登艦亦因此中止。再加上戰局惡化所導致的航空機與燃料短缺，最終未能實際投入任務，僅進行了應急修理。
之後該艦疏開至香川縣志度灣，於飛行甲板上放置盆栽並施以偽裝。

### 1945年7月的空襲

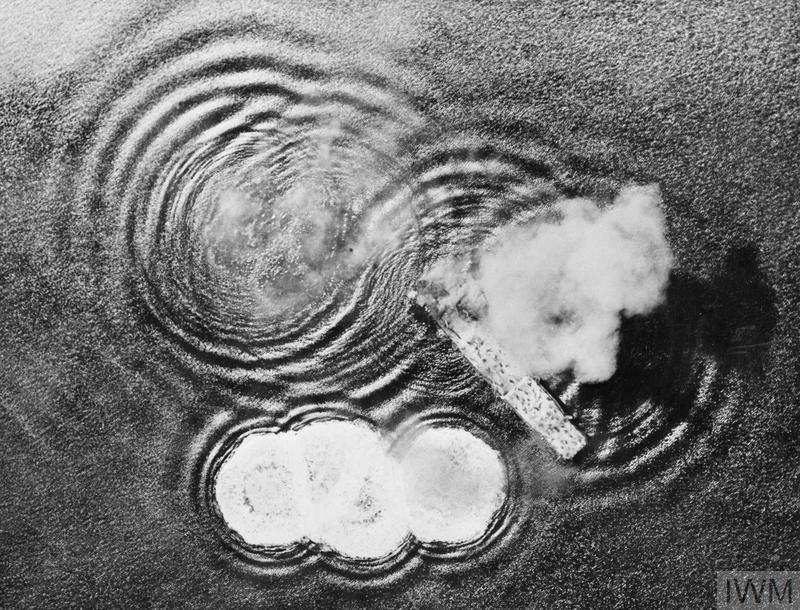
英國皇家海軍太平洋艦隊的艦載機「復仇者」攻擊「島根丸」的情形

1945年（昭和20年）7月24日，本艦在香川縣志度灣遭到自英國皇家海軍英國太平洋艦隊的航空母艦艦隊（第37任務部隊）派出的艦載機攻擊。
由多種機型編成的攻擊隊錯過了停泊在小豆島的「生駒」，轉而集中攻擊本艦。在損失1架螢火蟲戰機的代價下，取得多發命中。前部飛行甲板遭3枚炸彈命中，並受多次近炸波及，前部結構嚴重破壞，艦體後段斷裂後沉沒。
在美國的大眾媒體等處，本艦被稱作「神戶型護衛航空母艦」（Kobe type escort aircraft carrier）。
截至目前為止，本艦為唯一由英國海軍擊沉的航空母艦。
1946年（昭和21年）11月11日至1948年（昭和23年）7月1日期間由浪速船渠負責解體。當地有志人士曾向船廠索取桅杆，其中一基現存於香川縣さぬき市鴨莊地區，曾用作警鐘台，推測為後部桅杆。另有一基遷至高松市的四國村展示保存，據信為前部桅杆。

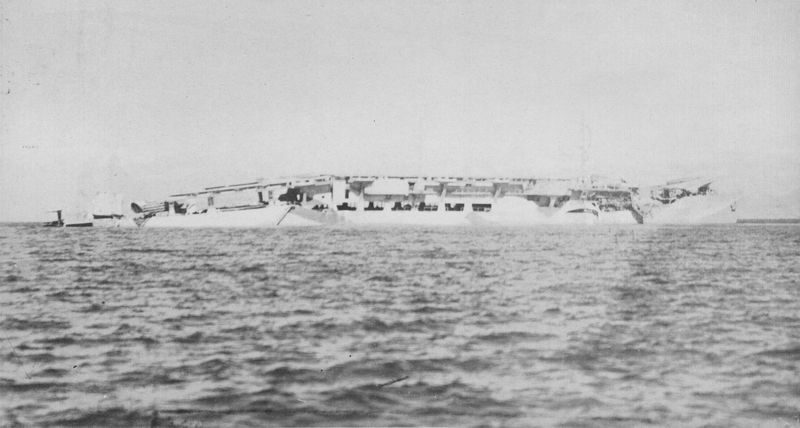
從側面拍攝，嚴重破損並已沉沒的「島根丸」

## 同型艦
大瀧山丸：三井船舶所屬，由川崎重工製造。1944年（昭和19年）9月18日動工、1945年（昭和20年）1月14日下水。與「島根丸」同期、同船廠建造，美軍拍攝的照片中曾同時拍到兩艘接近完工的船體。3月2日建造中止。原預計改裝為貨輪，但尚未完工即迎來終戰。同年8月25日，於颱風中漂流，在神戶港第一防波堤東燈塔附近觸雷（戰時由B-29投下的機雷）沉沒。1948年（昭和23年）5月1日至10月1日由浪速船渠（或岡田組）負責解體。
大邱丸：川崎重工製造。1944年（昭和19年）12月動工，1945年（昭和20年）2月建造中止，終戰前未進行處理。戰後由飯野海運收購，展開改造工程。1950年（昭和25年）3月下水，同年6月以油輪「隆邦丸」竣工。1964年（昭和39年）5月在橫須賀拆解。
大社丸：尚在動工準備階段即中止建造。

## 關聯條目
- みりい丸－1TL型第4號艦，1945年1月15日戰沒。
- 東亞丸（二代）－1TL型第14號艦，終戰時仍在役。
- 橋立丸－1TL型第18號艦，終戰時仍在役。
- 山汐丸－同時期建造的日本陸軍特設航空母艦。
- 生駒－與本艦同時期於川崎造船所建造的航空母艦。

## 外部連結
- 大破著底的島根丸
- 1/700戰時輸送船模型集：島根丸 （页面存档备份，存于）－岩重多四郎所製作的戰時狀態再現模型
- . Naval War In Pacific 1941 - 1945.   [2025-03-22]. （原始内容存档于2025-04-10）.
- . Naval War In Pacific 1941 - 1945.   [2025-03-22]. （原始内容存档于2011-07-16）.
- . Naval War In Pacific 1941 - 1945.   [2025-03-22]. （原始内容存档于2011-07-16）.